# سيرون شونغوي
سيرون شونغوي (بالإنجليزية: Myron Shongwe)‏ (6 مايو 1981 بسويتو في جنوب أفريقيا - ) هو لاعب كرة قدم جنوب أفريقي في مركز الهجوم. لعب مع نادي بلاك ليوباردز ونادي أمازولو وPietersburg Pillars ‏.

## وصلات خارجية
- سيرون شونغوي على موقع قاعدة بيانات كرة القدم.إي يو (الإنجليزية)